# أورلنغ
آرلونج هو شخصية في مسلسل الأنيمي الياباني ون بيس يتميز بالقوة والضخامة الجسمانية. برمائي من فصيلة سمك القرش الأزرق. يتميز بشعر أسود طويل، ووشم شعار قراصنة الشمس على صدره من جهة اليسار، وشعار قراصنة آرلونج في يده اليسرى. يلبس الملابس الأنيقة وسوارا من الذهب في يده اليسرى، وسوارين من الذهب حول كاحله يعكس وضعه الغني.
ينظر أرلونج إلى البشر نظرة حقيرة، وهو يعتقد أن البرمائيين يعلوون عن البشر بكل شيء، هو يفضل التحكم بالبشر عن طريق المال والصفقات (مثل نامي والكابتن نيزومي) والذين يعمل الصفقات معهم من البشر يعتبرهم مميزين عن باقي البشر، ربما حباً للمال
«صرح «يمكنك أن تعيش سعيدًا بالمال»، «المال هو الأفضل، يمكنك الاعتماد عليه أفضل من البشر»».
وهو لديه نظرة باِكتشاف المواهب لإستخدامها لأهدافه ويعتبرها خططًا ممتازة. هو قضى 8 سنوات يستخدم نامي
وخرائطها ليستولي على الأزرق الشرقي، ومع ذلك أي وعود حـول المال هو يفي بها وأفضل مثال على ذلك حين اختلف طاقمه بشأن نامي عندما قالوا له ان يُبقي نامي مع الطاقم حتى لو أتت بـ100 مليون بيري،
وقد قال آرلونج أنه لا يستطيع الرجوع بوعده. رغم أنه قام بخيانة نامي عندما قام بتبليغ البحرية عن المال المخبأ لديها.
وعند قتاله مع لوفي قال آرلونج أنَّ نامي تعتبر من قراصنة آرلونج وستبقى كذلك للأبد.
من السهل إغضاب آرلونج، فهو أصبح هائجًا بعد أن هاجمه أوسوب وكان على طاقمه ان يعيدوه إلى قاعدته لكي لا يدمر كامل المدينة.
خلال قتاله مع لوفي، آرلونج توقع أن يموت بسرعة، ولكن غضبه جعله متهور حتى أنَّه قام بتكسيروتدمير مبناه الخاص.
وكان سيّئ المزاج منذ صغره لكن لم يكن وحشيًا خلال قتاله مع البحرية وقال لجينبي أن يترك جندي البحرية الذي كان فاقدًا للوعي بشأنه، ولكن في وقت لاحق ظهر لنا أنَّه قد أصبح أكثر وحشية لدرجة أن أصبح بدون أي تعاطف تجاه البشر بعد أن مات فيشر تايغر.
وأيضًا فشل في فهم أسباب فيشر تايغر في ترك البشر يعيشون وأنه لا يقتل البشر وتركهم يعيشون.
هو يهتم بطاقمه جدًا (عندما اعتذر لهم عندما غضب وجعل أحدهم كدرع واقي). وطاقمه أيضًا يهتموا به أيضًا وعندما
ينادونه «آرلونج-سان» وهو يناديهم بـ«خوتي». يُصبح غاضب جداً عندما يؤذي أحدهم طاقمه. انه تمام كإهتمام لوفي بطاقمه.
الوحيد الذي احترمه آرلونج من البشر كان نامي بشكل خاص لأن مهارات رسم الخرائط له كان شيئاً يستفيد منه البرمائيين، وبعد أن قال آرلونج أمام نامي أنَّ البرمائيين متفوقون على البشر قالت نامي كم تعبت من سماع هذه الجملة، وأجاب آرلونج بأنها مختلفة عن البشر،
بسبب مهارتها (بمعنى أنها مميزة عن البشر).

## علاقته مع جينبي
قد تبين لنا أنَّ في شباب آرلونج وجينبي كانو أصدقاء كبروا معاً كأيتام في جزيرة البرمائيين،
وأنهم يعتبروون أنفسهم إخواناً. عندما أصبح أرلونج قرصاناً وجينبي أصبح جنديًا، بينما آرلونج يريد أن يبقي علاقته مع جينبي لأن جينبي كان يكره القراصنة وقتها وقد كان يتجادل معآ رلونج.
عندما ظهر فيشر تايجر إتحد جينبي مع آرلونج وانضموا لقراصنة الشمس.
والجميع يعرف القصة التي سمحت لآرلونج للذهاب إلى الأزرق الشرقي عندما قام آرلونج بالإفتراق عن طاقم جينبي وعمل طاقم خاص به والذي هو قراصنة آرلونج. وانتهت علاقته مع جينبي بنهاية سيئة.

## علاقته مع فيشر تايغر
نظر آرلونغ إلى فيشر تايغر على أنَّه بطل واعتبره أخيه الأكبر. عندما مات فيشر تايغر بكى آرلونج وحاول أن يهجم على الجزيرة التي خانت فيشر تايغر.
ومنذ وقتها كره البشر وأصبح لا يعطف على البشر. فيشر تايغر كان هو السبب الوحيد الذي جعله يصبح عضوًا في طاقم قراصنة الشمس. عندما جينبي أصبح قائد قراصنة الشمس وأصبح شيتشيبوكاي. افترق آرلونج عنهم.

## الأسلحة
أغلب أسلحة أرلونج تكون بجسمه فهو يستفيد بقدره البرمائي القرش حتى أنَّ أنفه يعتبر سلاحاً!!
ويستطيع أن يخرج أسنانه لتصبح سلاحًا بقبضة يديه،
لأنه برمائي من أسماك القرش أسنانه تنمو بسرعة ويستطيع إخراجها.
ولقد رأينا آرلونج يقتل بيلي ميري بمسدس، وفي آخر القتال مع لوفي عندما استخدم سيفًا عملاقًا اسمه «كيريباتشي» قد كان يستعمله منذ أن كان في قراصنة الشمس.

## ضرباته
- سهم القرش: بهذه الضربة يستخدم أنفه بشكل أساسي وهو ينطلق إلى خصمه مثل قذيفة المدفع ويكون سريعًا جدًا!

- سلاح الأسنان: يخرج إثنين من أشسنانه ويمسك بهم بكلتا يديه.

- أسنان القرش: يفتح آرلونج فمه ويعض خصومه كما قلنا سابقًا أنَّه حتى لو كسرت أسنانه القوية ستنمو مجددًا مرة أخرى بنفس الوقت.

## قراصنة آرلونج
سفينتهم الرئيسية «شارك سوبرب»
قبل عشرة سنوات قام قراصنة ارلونج بالوصول إلى جزيرة كومي باستخدام هذه السفينة وقد قامو بالإبحار بها من الجراند لاين.
طاقم قراصنة أرلونج:
تشيو
كوروبي
بيسارو
كانيشيرو
تيك
الأعضاء السابقين
نامي
هاشتان
موهمو
بعد أن افترق آرلونج عن جيمبي وأنشأ طاقمه الخاص ذهبوا إلى الأزرق الشرقي. وذهبوا إلى جزيرة وأرغموا سكانها على دفع ضرائب شهرية لكي يعيشوا. 100 ألف بيري للبالغين، 50 ألف بيري لكل طفل. بيلي ميري كانت تمتلك 100 الف بيري فقط وكان بإمكانها الدفع لبنتيها المتبنيتين فقط، وقام بقتلها آرلونج كمثال. وقد قام آرلونج بخطف نامي وجعلها تصمم الخرائط لقراصنة آرلونج لمدة 8 سنوات وقد قال لنامي إن احضرت له 100 مليون بيري فسيترك مدينتها ولن يتعرض لها.